# Ganyesa
Ganyesa ist ein Ort in der südafrikanischen Provinz Nordwest (North West). Er ist Verwaltungssitz der Gemeinde Kagisano-Molopo im Distrikt Dr Ruth Segomotsi Mompati.

## Geographie
Ganyesa hat 19.290 Einwohner (Volkszählung 2011). 93 % der Einwohner gaben bei der Volkszählung Setswana als erste Sprache an. Die Umgebung ist flach und fällt nach Nordwesten hin ab. Ganyesa liegt 70 Kilometer nordwestlich von Vryburg.

## Geschichte
Ganyesa entstand als Sitz eine Stamms der Barolong. 1886 wurde das Gebiet um Ganyesa nach der Bildung von Britisch-Betschuanaland als native reserve (etwa: „Eingeborenenreservat“) deklariert. Bis 1994 gehörte es zum Homeland Bophuthatswana.

## Wirtschaft und Verkehr
Der Ort ist landwirtschaftlich orientiert.
Die Fernstraße R378 führt von Vryburg im Südosten über Ganyesa zur botswanischen Grenze im Nordwesten.